# ألفرد فيشر
ألفرد فيشر (بالألمانية: Alfred Fischer)‏ هو مهندس معماري ألماني، ولد في 29 أغسطس 1881 في شتوتغارت في ألمانيا، وتوفي في 10 أبريل 1950 في مورناو أم شتافلزي ‏ في ألمانيا.